# Frivole Unschuld
Frivole Unschuld (jap. フロントイノセント ～もうひとつのレディイノセント～, Front Innocent – Mō Hitotsu no Lady Innocent, dt. „~ – Eine weitere Dame Unschuld“) ist ein pornografischer Anime-Film von Satoshi Urushihara, der im März 2005 als Original Video Animation veröffentlicht wurde. Im November 2004 erschien eine Art Making-of. Als Vorlage diente das Artbook Lady Innocent.

## Handlung
Die Hauptfigur des Animes ist die junge Frau Faye, die zu ihren Eltern zurückkehrt, die eine Plantage betreiben. Dort überrascht sie ihren Adoptivbruder John und ihr Dienstmädchen Sophie beim Beischlaf. Sophie tut dies aufgrund eines Versprechens, welches sie ihrer Herrin Faye vor deren Abreise gab („Kümmere Dich gut um meinen großen Bruder John während ich fort bin, Sophie.“). Faye gesellt sich daraufhin zu den beiden. Bald stellt sich heraus, dass auch der skrupellose Landbesitzer ein Auge auf Faye geworfen hat.

## Entstehung und Veröffentlichungen
Der Film entstand in den Animationsstudios EarthWork und Moon Rock, die sich beide auf die Produktion pornografischer Animationsfilme, Hentai, spezialisiert haben.
Der Film wurde als Original Video Animation (OVA) direkt auf DVD veröffentlicht. Ein Making-of erschien in Japan als Episode 0 am 11. November 2004, der eigentliche Film (Episode 1) folgte am 10. März 2005. Der Anime wurde auch in den Vereinigten Staaten, Frankreich und Deutschland veröffentlicht. Die deutschsprachige Fassung erschien bei Trimax.